# 赵世同
赵世同（1910年—1977年），广西平果人，中华人民共和国政治人物。
担任中共百色地委书记处书记、专署专员。1954年，当选第一届全国人民代表大会代表。